# Astérix et Obélix XXL 2 : Mission Las Vegum
 (mai 2017).
Si vous disposez d'ouvrages ou d'articles de référence ou si vous connaissez des sites web de qualité traitant du thème abordé ici, merci de compléter l'article en donnant les références utiles à sa vérifiabilité et en les liant à la section « Notes et références ».
Astérix et Obélix XXL 2 : Mission Las Vegum est un jeu vidéo parodique sur PlayStation 2 et PC sorti en 2005, suite du jeu Astérix et Obélix XXL. Il a été développé par Étranges Libellules et édité par Atari Inc.. Le scénario et les dialogues du jeu ont été écrits par le scénariste de bande dessinée Nicolas Pothier (auteur de la bande dessinée Ratafia).
Le jeu vidéo est porté sur PSP et Nintendo DS en 2006 sous le nom Astérix et Obélix XXL 2 : Mission Ouifix.
Une réédition du jeu est sortie le 29 novembre 2018 sur PlayStation 4, Xbox One, Nintendo Switch, PC et Mac, développé par OSome Studio et édité par Microïds, label d’Anuman Interactive.

## Scénario
Le jour de la réunion de la forêt des carnutes, Garmonparnas, Kerosen, Septantesix et Panoramix sont en pleine discussion. Après quelques minutes, Panoramix tape dans ses mains et des romains surgissent… et César entre en scène ! Panoramix offre en cadeau ses druides afin qu'ils rendent ses légionnaires romains plus puissants. Après que les romains ont quitté les lieux, un légionnaire, Sam Fichaure (qui serait peut être le nom d'emprunt de Acidcloridrix issus de Astérix légionnaire déjà présent dans le premier opus car les trois personnages se ressemblent beaucoup), qui les espionnait depuis le début, se rend au village gaulois pour avertir Astérix et Obélix de ce qui s'est passé à la réunion des druides. Astérix et Obélix se rendent alors à Las Vegum, où se trouve Panoramix. Ils y découvrent un parc d'attractions consacré à tous les jeux afin de trouver la réponse à la question : Panoramix, traître ou pas ?

## Système de jeu
Le joueur incarne Astérix et Obélix avec Idéfix, aidés par Sam Fichaure, et doit retrouver les druides Septantesix, Kerosen et Garmonparnas qui, une fois libérés, mèneront les héros à César qui leur dira si Panoramix a trahi les Gaulois ou pas.
Idéfix n'est pas disponible sur Nintendo DS.
Tout comme la BD originelle, le jeu offre diverses références à la culture populaire et des anachronismes volontaires. Astérix et Obélix foulent des lieux dont les monuments en parodient certains existants,. Aussi, une grande partie des personnages sont inspirés de personnages de l'univers des jeux vidéo ; tandis que les décors du jeu regorgent de centaines de références au monde du jeu vidéo,.
L'idée de la monnaie de la série, les casques, vient du 4ème album de la série, Astérix Gladiateur, dans lequel Obélix ramasse le plus de casques possible pour compter s'il a vaincu plus de romains qu'Astérix.
Certains niveaux parodient le jeu Donkey Kong, le joueur devra éviter des tonneaux lancés depuis le haut d'une structure.
Les portes se bloquent à la manière de celles de Devil May Cry lorsque le joueur doit vaincre un nombre donné d'ennemis pour passer.
La version PSP intègre un mode multijoueur. Ce dernier oppose Astérix et Obélix à Jules César et Larry Craft (ou dans certains niveaux multijoueurs, des pirates). Les objectifs varient de niveau en niveau. Nombre d'entre eux permettent simplement d'affronter d'autres joueurs en mode deathmatch. D'autres niveaux ont cependant des objectifs plus précis: par exemple, dans un niveau intitulé "Grand Theft Potion", les Gaulois doivent défendre leur réserve de potion magique tandis que les Romains doivent l'épuiser.

## Fiche technique
- Scénario : Nicolas Pothier

## Voix françaises
- Roger Carel : Astérix
- Pierre Tornade : Obélix
- Jacques Chambon : Sam Fichaure
- Damien Laquet
- Jean-Claude Mercier
- Thierry Buenafuente

## Voix Anglaises
- Leslie Clark : Astérix, Jules César
- Paul Bandey : Obélix, Battermix (Septantesix), Vitalstatistix (Abraracourcix), Garde des Romains
- Joe Sheridan : Sam Schieffer (Sam Fichaure)
- Mark Jane : Larry Craft, Messenger
- Allan Wenger : Getafix (Panoramix), Suchafuss (Garmonparnas)